# Таверна (коммуна)
Таверна (итал. Taverna) — коммуна в Италии, располагается в регионе Калабрия, в провинции Катандзаро.
Население составляет 2668 человек (2008 г.), плотность населения составляет 20 чел./км². Занимает площадь 132 км². Почтовый индекс — 88055. Телефонный код — 0961.
Покровителем коммуны почитается святой Себастьян, празднование 20 января.

## Демография
Динамика населения:

## Администрация коммуны
- Официальный сайт: